# Pollenia huangshanensis
Pollenia huangshanensis este o specie de muște din genul Pollenia, familia Calliphoridae, descrisă de Fan, Gan, Fang, Zheng, Chen și Tao în anul 1997.
Este endemică în Anhui. Conform Catalogue of Life specia Pollenia huangshanensis nu are subspecii cunoscute.